# Mattias Löw
Mattias Mansuri Löw, ursprungligen Tomas Mattias Löw, född 17 september 1970 i Västerhaninge församling, är en svensk dokumentärfilmare och fotograf. I sin verksamhet har han fokuserat på sociala rättvisefrågor. Han har även medverkat som skådespelare samt hållit föreläsningar och workshops om manusförfattande och dokumentärt filmskapande.

## Biografi
Löw var regissör av musikvideos i början av 1990-talet. Han studerade filmvetenskap vid Stockholms universitet samt manusförfattande för film och TV vid University of California i Los Angeles. I samband med studierna där nominerades han 1997 till Diane Thomas Screenwriting Awards.
I slutet av 1990-talet började Löw arbeta som dokumentärfilmare. Han har mottagit flera utmärkelser och stipendier för sina dokumentärer skapade för Sveriges Television Dokumentär och Canadian Broadcasting Corporation.
Sedan 2008 samarbetar Löw även med äventyrsdestinationen Ishotellet i Jukkasjärvi där han gör kortfilmer om de konstnärer och formgivare som arbetar där.
I juni 2010 visades Rättskiparen, en dokumentär för Sveriges Television om FIFA-domaren Martin Hansson, som dömde den avgörande playoff-matchen mellan Irland och Frankrike i fotbolls-VM 2010 i Sydafrika.
Löws dokumentära TV-serie Den andra sporten, skapad för Sveriges Television, om damfotbollens utveckling sedan 1960-talet hade premiär inför Europamästerskapet i fotboll för damer 2013 i Sverige. Serien handlar om fotbollsstjärnor, bland andra Pia Sundhage, Marta Vieira da Silva, Lotta Schelin och Gunilla Paijkull.
I januari 2015 mottog Löw Svenska Spels och Svenska Sportjournalistförbundets stora stipendium vid Svenska idrottsgalan.
2016 uppmärksammades filmen Hela världen i en designskola, skapad för Sveriges Television, som följde några gäststudenter vid Designhögskolan i Umeå. Filmen tog upp den då nyinstiftade lagen om avgiftsbelagd utbildning för gäststudenter.
Löws fotoutställning Aatman – The Universal Spirit med bilder från Burning Man i Black Rock City i Nevada öppnade på Konsthallen Passagen i Linköping i november 2018.
2019 ledde Löw integrationsprojektet Med fotografiet som språk där nyanlända ensamkommande flyktingar skildrade sin tillvaro i Linköping.
I samband med Coronaviruspandemin 2019–2021 skapade Löw fotoessäutställningen 98 days – 98 dagar om sina upplevelser av pandemin i Indien. En digital utställning med verken visades på Fotografisk Center i Köpenhamn juni–augusti 2020.
När pandemirestriktionerna upphört ställde Löw sommaren 2022 ut fotografier, essäer och videoverk under titeln Fångad i rädsla – Frozen in Fear om tiden i Indien.
I juli 2021 uppmärksammades att Löw tillsammans med producenten Mathias Fjellström arbetade på en dokumentärfilm om en röd halsduk, ursprungligen en julgåva 2017 från Skellefteå kommun till utflyttade kommunbor, som sågs på en av upprorsmakarna vid stormningen av Kapitolium 2021. I augusti och september 2023 publicerade Sveriges Television reportage och artiklar kring Löws dokumentär Den röda halsduken efter det att The Hollywood Reporter och NBC avslöjat vem mannen med Skellefteå-halsduken var. Innehållet i artiklarna handlade till stor del om det material som Löw hittat under arbetet med sin dokumentärfilm.
Löws dokumentära TV-serie Vildmarksdivan hade premiär på Sveriges Television under september och oktober 2023. Serien handlar om operasångerskan Carina Henriksson från Lainio i Kiruna kommun och hennes återupptäckt av sitt kulturarv i Tornedalen.
I samband med det omtalade lerkaoset på Burning Man 2023 dokumenterade Mattias Löw festivalen kring det som kom att bli en världsnyhet. Innehållet från dokumentationen och intervjuerna ledde fram till fotoessän och utställningen Vad hände egentligen på Burning Man? Utställningen med verk från Burning Man fortsatte under 2024, och i samband med denna redogjorde Löw för festivalens 10 principer.
Under sommaren 2024 rapporterade SVT att Mattias Löw gör en dokumentär om den norrbottniske guldgrävaren Hans Söderström med titeln Guldvaskaren från Lannavaara, och som beräknas ha premiär 2025.
Tillsammans med den amerikanske fotografen Scott London håller Löw på med en fotobok om Östergötlands medeltida kyrkor.

## Utställningar (i urval)
- 2018 - Aatman - The Universal Spirit • Konsthallen Passagen, Linköping
- 2020 - 98 Days • Fotografisk Center, Köpenhamn, Danmark
- 2021 - Burning Man - Samlade verk • Spektrum & Sankt Kors Fastighetsaktiebolag, Linköping
- 2022 - Fångad i rädsla • Godegårds kyrka, Motala, Fivelstads kyrka, Motala & Konsthallen Passagen, Linköping
- 2022 - Burning Man - Unalome • Charlottenborgs slott, Motala

## Regi (i urval)
- 2010 - Ice Carosello
- 2010 – Rättskiparen
- 2013 – Den andra sporten (TV-serie)
- 2015 – Hela världen i en designskola
- 2016 – Den indiske prästen
- 2018 - The Tao of Cat
- 2019 - Spruce Woods
- 2022 - Frozen in Fear
- 2023 – Vildmarksdivan (TV-serie)

## Festivalpriser (i urval)
- 2010 - Palermo International Sport Film Festival, Italien
- 2011 - All Sports Los Angeles Film Festival, USA
- 2011 - Barcelona Cinema Festival, Spanien
- 2011 - Paris Cinema Festival, Frankrike
- 2011 - Philadelphia Documentary and Fiction Festival, USA
- 2012 - Jaipur International Film Festival, Indien
- 2013 - Sport Movies & TV, Milan, Italien
- 2014 - New York Festivals, USA
- 2014 - Palermo International Sport Film Festival, Italien
- 2014 - WorldFest, Houston, USA
- 2015 - Northern Character Film & TV Festival, Murmansk, Ryssland